# ملودي معزي
ملودي معزي (بالإنجليزية: Melody Moezzi)‏ (ولدت 4 مارس 1979 في شيكاغو، إلينوي) هي كاتبة ومحامية أمريكية-إيرانية. تكتب مويزي وتتكلم عن الدين، الصحة العامة، السياسية والثقافة. مويزي هي خبيرة عالمية لدى الأمم المتحدة والمديرة التنفيذية السابقة للمنظمة الغير ربحية 100 شخص للإيمان وهي منظمة معنية بالعلاقات ما بين الأديان مقرها في أتلانتا.
كتبت معزي للنيويورك تايمز، واشنطن بوست، سي ان ان، بارابولا، ذه هافينغتون بوست، وان بي ار من ضمن أخرى. كانت كاتبة عمود في مجلة البنت المسلمة. تتكلم مويزي بحرية عن امتلاك إضطراب ثنائي القطب وكانت كاتبة عمود منتظمة لمجلة بايبولار.
ظهرت معزي في العديد من البرامج التلفزيونية والإذاعية، من ضمنها في CNN، NPR، BBC، PRI و Air America. أسست المجموعة النشطة تطويق للسلام. حصلت معزي على شهادات من جامعة ويسيليان، جامعة إيموري كلية القانون، وجامعة إيموري كلية رولينز للصحة العامة. 

## الأعمال

### الكتب
- هالدول وزنابق: حياة ثنائية القطب.
- الحرب على الخطأ: قصص حقيقية عن مسلمي أمريكا.

## الجوائز
- 2007 جائزة جورجيا لمؤلف العام (GAYA) لفئة القصص الغير خيالية لكتاب حرب على الخطأ.[10][11]
- 2008 تكريم تشريفي في جائزة غوستاف مايرز لكتاب حرب على الخطأ.[12]